# Jõelähtme
Jõelähtme (německy Jegelecht) je vesnice v estonském kraji Harjumaa, samosprávně patřící do obce Jõelähtme, jejímž je administrativním centrem.
Jõelähtme je jedním z prastarých sídelních center severního Estonska. Vykopávky mohylového pohřebiště svědčí o trvalém osídlení nejpozději v pozdní době bronzové, konkrétně v 7. až 8. století př. n. l.